# 西貒屬
西貒屬（學名：Pecari）是西貒科中的一屬。直到2007年對大西貒的描述之前，此屬一直是單型的。

## 物種
- 領西貒 Pecari tajacu
- 大西貒 Pecari maximus